# Micranurophorus
Genre
Micranurophorus est un genre de collemboles de la famille des Isotomidae.

## Liste des espèces
Selon Checklist of the Collembola of the World (version du 30 août 2019) :
- Micranurophorus musci Bernard, 1977
- Micranurophorus valdelatensis Simón-Benito, Luciáñez Sánchez & Ruiz Ortega, 1996

## Publication originale
- Bernard, 1977 : A new genus and species of Isotomidae (Collembola), and a redescription of Cryptopygus exilis (Gisin) n. comb. The Great Lakes Entomologist, vol. 10, no 2, p. 75-81.